# Vintarovci
Vintarovci is een plaats in Slovenië en maakt deel uit van de gemeente Destrnik in de NUTS-3-regio Podravska. De plaats telde 405 inwoners op 1 januari 2020.